# 데플림픽

데플림픽(Deaflympics)은 4년마다 개최되는 청각 장애인을 위한 올림픽과 같은 국제경기대회로서 스포츠를 통한 심신을 단련하고 세계농아간의 친목도모와 유대 강화를 목적으로 하고 있다.
청각장애인들을 위한 스포츠 기구는 제1차 세계 대전 이전에 조직되었지만 1924년 이전까지는 그다지 큰활동을 하지 못하였다. 프랑스 청각장애인인 E.Rubens Alcais는 당시 활동하는 6개 국가의 청각 장애인을 위한 스포츠 기구와 함께 농아스포츠의 국제화에 크게 이바지하였다. 그리하여 1924년 8월에 프랑스 파리에서 벨기에, 체코슬로바키아, 프랑스, 영국, 네덜란드, 폴란드, 헝가리, 이탈리아, 루마니아 등 9개국 133명의 선수들이 참가한 가운데 제1회 하계 데플림픽이 열렸다. 대한민국은 1985년 미국 로스앤젤레스에서 개최된 제15회 하계 데플림픽에 처음으로 선수단을 파견하였다.

## 하계 데플림픽
|                      | 하계 데플림픽 | 하계 데플림픽  | 하계 데플림픽             |
| -------------------- | ------------- | -------------- | ------------------------- |
| 연도                 | 회            | 도시           | 나라                      |
| 1924년 하계 데플림픽 | 1             | 파리           | 프랑스                    |
| 1928년 하계 데플림픽 | 2             | 암스테르담     | 네덜란드                  |
| 1931년 하계 데플림픽 | 3             | 뉘른베르크     | 독일                      |
| 1935년 하계 데플림픽 | 4             | 런던           | 영국                      |
| 1939년 하계 데플림픽 | 5             | 스톡홀름       | 스웨덴                    |
| 1949년 하계 데플림픽 | 6             | 코펜하겐       | 덴마크                    |
| 1953년 하계 데플림픽 | 7             | 브뤼셀         | 벨기에                    |
| 1957년 하계 데플림픽 | 8             | 밀라노         | 이탈리아                  |
| 1961년 하계 데플림픽 | 9             | 헬싱키         | 핀란드                    |
| 1965년 하계 데플림픽 | 10            | 워싱턴 D.C.    | 미국                      |
| 1969년 하계 데플림픽 | 11            | 베오그라드     | 유고슬라비아              |
| 1973년 하계 데플림픽 | 12            | 말뫼           | 스웨덴                    |
| 1977년 하계 데플림픽 | 13            | 부쿠레슈티     | 루마니아                  |
| 1981년 하계 데플림픽 | 14            | 쾰른           | 서독                      |
| 1985년 하계 데플림픽 | 15            | 로스앤젤레스   | 미국                      |
| 1989년 하계 데플림픽 | 16            | 크라이스트처치 | 뉴질랜드                  |
| 1993년 하계 데플림픽 | 17            | 소피아         | 불가리아                  |
| 1997년 하계 데플림픽 | 18            | 코펜하겐       | 덴마크                    |
| 2001년 하계 데플림픽 | 19            | 로마           | 이탈리아                  |
| 2005년 하계 데플림픽 | 20            | 멜버른         | 오스트레일리아            |
| 2009년 하계 데플림픽 | 21            | 타이베이       | 중화 타이베이 ( 중화민국) |
| 2013년 하계 데플림픽 | 22            | 소피아         | 불가리아                  |
| 2017년 하계 데플림픽 | 23            | 삼순           | 튀르키예                  |
| 2021년 하계 데플림픽 | 24            | 카시아스두술   | 브라질                    |
| 2025년 하계 데플림픽 | 25            | 도쿄           | 일본                      |

### 경기 종목
- 육상
- 배드민턴
- 농구
- 배구
- 볼링
- 사이클
- 축구
- 핸드볼
- 유도
- 태권도
- 오리엔티어링
- 사격
- 수영
- 탁구
- 태권도
- 테니스
- 수구
- 레슬링

## 동계 데플림픽
|                                  | 동계 데플림픽 | 동계 데플림픽                 | 동계 데플림픽 |
| -------------------------------- | ------------- | ----------------------------- | ------------- |
| 연도                             | 회            | 도시                          | 나라          |
| 1949년 동계 데플림픽             | 1             | 시필드                        | 오스트리아    |
| 1953년 동계 데플림픽             | 2             | 오슬로                        | 노르웨이      |
| 1955년 동계 데플림픽             | 3             | 오버암머가우                  | 서독          |
| 1959년 동계 데플림픽             | 4             | 몬테나-버말라                 | 스위스        |
| 1963년 동계 데플림픽             | 5             | 오레                          | 스웨덴        |
| 1967년 동계 데플림픽             | 6             | 베르히테스가덴                | 서독          |
| 1971년 동계 데플림픽             | 7             | 아델보덴                      | 스위스        |
| 1975년 동계 데플림픽             | 8             | 레이크 플래시드               | 미국          |
| 1979년 동계 데플림픽             | 9             | 메리벨                        | 프랑스        |
| 1983년 동계 데플림픽             | 10            | 마돈나 디 캄피그리오          | 이탈리아      |
| 1987년 동계 데플림픽             | 11            | 오슬로                        | 노르웨이      |
| 1991년 동계 데플림픽             | 12            | 밴프                          | 캐나다        |
| 1995년 동계 데플림픽             | 13            | 일내스                        | 핀란드        |
| 1999년 동계 데플림픽             | 14            | 다보스                        | 스위스        |
| 2003년 동계 데플림픽             | 15            | 순스발                        | 스웨덴        |
| 2007년 동계 데플림픽             | 16            | 솔트레이크시티                | 미국          |
| 2011년 동계 데플림픽 (대회 취소) | 17            | 비소케 타트리 (대회 취소)     | 슬로바키아    |
| 2015년 동계 데플림픽             | 18            | 한티만시스크/마그니토고르스크 | 러시아        |
| 2019년 동계 데플림픽             | 19            | 토리노                        | 이탈리아      |
| 2023년 동계 데플림픽             | 20            | 퀘백시                        | 캐나다        |

### 경기 종목
- 알파인 스키
- 크로스컨트리 스키
- 컬링
- 아이스 하키
- 스노우보드

## 같이 보기
- 패럴림픽
- 스페셜 올림픽